# Marion Kreiner
Marion Kreiner (Graz, 4 mei 1981) is een Oostenrijkse snowboardster. Ze vertegenwoordigde haar vaderland op de Olympische Winterspelen 2010 in Vancouver en op de Olympische Winterspelen 2014 in Sotsji.

## Carrière
Bij haar wereldbekerdebuut, in januari 2002 in Kreischberg, scoorde Kreiner direct haar eerste wereldbekerpunten. Anderhalf jaar later behaalde de Oostenrijkse in Sölden haar eerste toptienklassering. In maart 2004 stond Kreiner in Bardonecchia voor de eerste maal in haar carrière op het podium van een wereldbekerwedstrijd. Tijdens de FIS wereldkampioenschappen snowboarden 2005 in Whistler eindigde de Oostenrijkse als achttiende op de parallelslalom en als negenentwintigste op de parallelreuzenslalom. Op de FIS wereldkampioenschappen snowboarden 2007 in Arosa veroverde Kreiner de zilveren medaille op de parallelslalom, op de parallelreuzenslalom eindigde ze op de vierde plaats.
In oktober 2007 boekte de Oostenrijkse in Sölden haar eerste wereldbekerzege. In Gangwon nam Kreiner deel aan de FIS wereldkampioenschappen snowboarden 2009. Op dit toernooi legde ze beslag op de wereldtitel op de parallelreuzenslalom, daarnaast eindigde ze als zevende op de parallelslalom. Tijdens de Olympische Winterspelen van 2010 in Vancouver sleepte de Oostenrijkse de bronzen medaille in de wacht op de parallelreuzenslalom.
Op de FIS wereldkampioenschappen snowboarden 2011 in La Molina eindigde Kreiner als negende op de parallelslalom en als veertiende op de parallelreuzenslalom. In Stoneham nam de Oostenrijkse deel aan de FIS wereldkampioenschappen snowboarden 2013. Op dit toernooi eindigde ze als vijfde op de parallelslalom en als tiende op de parallelreuzenslalom. Tijdens de Olympische Winterspelen van 2014 in Sotsji eindigde Kreiner als vijfde op de parallelslalom en als twintigste op de parallelreuzenslalom.
Op de FIS wereldkampioenschappen snowboarden 2015 in Kreischberg veroverde de Oostenrijkse de bronzen medaille op de parallelslalom, op de parallelreuzenslalom eindigde ze op de zesde plaats.

## Resultaten

### Olympische Spelen
| Jaar | Plaats    | Resultaten                                 |
| ---- | --------- | ------------------------------------------ |
| 2010 | Vancouver | Parallelreuzenslalom                       |
| 2014 | Sotsji    | 20e Parallelreuzenslalom 5e Parallelslalom |

### Wereldkampioenschappen
| Jaar | Plaats      | Resultaten                                  |
| ---- | ----------- | ------------------------------------------- |
| 2005 | Whistler    | 18e Parallelslalom 29e Parallelreuzenslalom |
| 2007 | Arosa       | Parallelslalom · 4e Parallelreuzenslalom    |
| 2009 | Gangwon     | Parallelreuzenslalom · 7e Parallelslalom    |
| 2011 | La Molina   | 9e Parallelslalom 14e Parallelreuzenslalom  |
| 2013 | Stoneham    | 5e Parallelslalom 10e Parallelreuzenslalom  |
| 2015 | Kreischberg | Parallelslalom · 6e Parallelreuzenslalom    |

### Wereldbeker
Eindklasseringen
| Seizoen   | Algm | SBX | PAR    | PGS  | PSL |
| --------- | ---- | --- | ------ | ---- | --- |
| 2001/2002 | 39e  | 54e | 46e    | –    | –   |
| 2002/2003 | 27e  | 61e | 41e    | –    | –   |
| 2003/2004 | 9e   | 65e | 9e     | –    | –   |
| 2004/2005 | –    | –   | 13e    | –    | –   |
| 2005/2006 | 42e  | –   | 17e    | –    | –   |
| 2006/2007 | 7e   | –   | 5e     | –    | –   |
| 2007/2008 | 13e  | –   | 6e     | –    | –   |
| 2008/2009 | 17e  | –   | 7e     | –    | –   |
| 2009/2010 | 6e   | –   | 4e     | –    | –   |
| 2010/2011 | 5e   | –   | Brons  | –    | –   |
| 2011/2012 | –    | –   | 4e     | –    | –   |
| 2012/2013 | –    | –   | Zilver | Goud | 4e  |
| 2013/2014 | –    | –   | 6e     | 5e   | 4e  |
| 2014/2015 | –    | –   | Zilver | Goud | 10e |

Wereldbekerzeges
| Datum            | Plaats    | Onderdeel            |
| ---------------- | --------- | -------------------- |
| 21 oktober 2007  | Sölden    | Parallelreuzenslalom |
| 9 februari 2011  | Yongpyong | Parallelslalom       |
| 14 februari 2013 | Sotsji    | Parallelreuzenslalom |
| 16 december 2014 | Carezza   | Parallelreuzenslalom |
| 31 januari 2015  | Rogla     | Parallelreuzenslalom |